# يو إف سي 249
يو إف سي 249: فيرغسون ضد غيثي (بالإنجليزية: UFC 249: Ferguson vs Geathje)‏ هو حدث لفنون القتال المختلطة نظمته يو إف سي، أُقيم في 9 مايو 2020 على الساحة التذكارية للمحاربين القدامى في ستار في جاكسونفيل، الولايات المتحدة. كان من المقرر عقده في 18 أبريل في سنتر باركليز في بروكلين. و لكن تم تأجيل الحدث إلى 21 أبريل بسبب جائحة الكورونا. و قد تم عقده رسميا بتاريخ 9 مايو 2020.

## الجوائز الإضافية
حصل المقاتلون على مكافآت بقيمة 50،000 دولار.
- قتال الليلة: جاستن غيثي ضد توني فيرغسون
- أداء الليلة: جاستن غيثي وفرانسيس نغانو